# Not Me (serie televisiva)
Not Me (in thailandese: เขา... ไม่ใช่ ผม, tradotto: Lui... non sono io) è una serie televisiva drammatica d'azione thailandese diretta da Anucha Boonyawatana (Nuchy) e prodotta dalla società di produzione thailandese GMMTV. La trama ruota attorno a White che si traveste dal gemello Black per scoprire chi lo ha tradito e messo in coma.
Il trailer ufficiale è stato distribuito il 29 novembre 2021, insieme al cast e ai personaggi ufficiali.

## Trama
I gemelli identici Black e White condividono un legame emotivo talmente forte da sentire il dolore l'uno dell'altro. All'inizio della loro adolescenza, però, i genitori divorziano e il padre porta White con sé in Russia, affievolendo in questo modo il loro legame. Passano gli anni e White, dopo essersi laureato all'estero, decide di tornare a Bangkok per seguire le orme del padre preparandosi a diventare un diplomatico. Tuttavia, poco dopo il suo arrivo in Thailandia, il legame con il suo gemello torna a farsi sentire e il ragazzo soffre di dolori lancinanti nel momento in cui Black viene picchiato fino a rimanere in coma. Dopo aver appreso la notizia da un amico d'infanzia, per scoprire chi ha ferito suo fratello, White assume la sua identità e si infiltra nella banda di Black composta da un gruppo di quattro motociclisti, studenti universitari e attivisti politici, che si battono per una società thailandese più equa.
Passando il tempo con loro, White si ritrova a mettere sempre più in discussione gli ideali con i quali è stato cresciuto e ad interessarsi sinceramente alla loro causa. Nel frattempo, il compagno di squadra e rivale di Black, Sean, passa da un iniziale sospetto verso l'improvvisa empatia e la calma di "Black" all'innamorarsi di questa nuova versione di lui. Con la minaccia costante di rischiare la prigione o addirittura la vita, il gruppo si ritrova a scatenare una rivolta diffusa contro l'avidità capitalista, la corruzione e le violazioni dei diritti civili.

## Episodi
| Stagione       | Episodi | Prima TV Thailandia | Prima TV Italia |
| -------------- | ------- | ------------------- | --------------- |
| Prima stagione | 14      | 2021-2022           | inedita         |

## Personaggi e interpreti

### Personaggi principali
- White/Black, interpretati da Atthaphan Phunsawat (Gun)
- Sean, interpretato da Jumpol Adulkittiporn (Off)

### Personaggi secondari
- Gram, interpretato da Tanutchai Wijitwongthong (Mond)
- Yok, interpretato da Kanaphan Puitrakul (First)
- Todd, interpretato da Harit Cheewagaroon (Sing)
- Dan, interpretato da Gawin Caskey (Fluke)
- Gumpa, interpretato da Phromphiriya Thongputtaruk (Papang)
- Eugene,  interpretata da Rachanun Mahawan (Film)
- Namo, interpretata da Bhasidi Petchsutee (Lookjun)

## Distribuzione
Questa serie è una delle sedici serie televisive annunciate dalla società di produzione thailandese GMMTV per il 2021 durante il loro evento "GMMTV 2021: The New Decade Begins" andato in onda il 3 dicembre 2020. Va in onda ogni domenica alle 20:30 (ICT) in contemporanea su GMM25 (in sostituzione della replica domenicale di Our Skyy) e sulla piattaforma di streaming AIS PLAY.
Le puntate vengono anche resi disponibili sottotitolate in più lingue sul canale ufficiale YouTube della GMMTV.

## Accoglienza
Q+ Magazine, una pubblicazione online inglese volta a diffondere la cultura lgbtq, ha scritto nella sua recensione della serie: "Not Me è uno dei progetti queer più eccitanti arrivati dall'Asia negli ultimi tempi. [...] In primo luogo, i ruoli di White/Black e Sean sono personaggi molto più maturi di quelli che abbiamo visto in precedenza da questi giovani uomini. Gun, con i suoi occhi scintillanti e la sua faccia da bambino, ci ha sorpreso all'infinito. Soddisfacendo sia il ruolo di Black che di White, Gun ha completamente perso la sua immagine tenera e da bambino che segnava il suo nome prima di Not Me. Dimostrando al mondo che il suo talento è incommensurabile, ritrae abilmente le vite giustapposte di Black, come il grande e cattivo gangster, e White, come il tipo più gentile e premuroso, tutto nella stessa serie. Gun Atthaphan Phunsawat è totalmente strabiliante in Not Me. Inoltre, non vogliamo trascurare l'incredibile performance che Off Jumpol Adulkittiporn ha dato nei panni di Sean. Proprio come il suo co-protagonista, Off ha dimostrato con questo ruolo di essere cresciuto esponenzialmente come attore. Proprio come ha fatto per Gun, Not Me ha fornito uno spazio per Off per mostrare davvero a tutti di cosa è capace – e mio dio, ce lo ha sicuramente mostrato."

## Colonna sonora
| Titolo                | Autore                                                |       |
| --------------------- | ----------------------------------------------------- | ----- |
| NOT ME                | Tanatat Chaiyaat (Kangsom)                            | [ 4 ] |
| เข้าข้างตัวเอง (MY SIDE) | Atthaphan Phunsawat (Gun), Jumpol Adulkittiporn (Off) | [ 5 ] |

## Citazioni e riferimenti
- L'immagine disegnata sulla porta della stanza di Sean fa riferimento al Mockingjay, o ghiandaia imitatrice, l'uccello simbolo di ribellione in Hunger Games. Il Mockingjay e il saluto a tre dita, entrambi simboli provenienti dalla saga di Suzanne Collins, sono stati adottati in Thailandia durante manifestazioni e proteste politiche. Le più evidenti sono nel 2014, in seguito al colpo di Stato che portò il paese sotto dittatura militare, e nell'estate del 2020 dopo il lockdown per la pandemia di Covid-19.[6][7]
- Il personaggio di UNAR è ispirato a diversi artisti thailandesi che fanno politica attraverso le immagini, tra cui Baphoboy[8], ไข่แมวX e Uninspired by Current Events.
- Il quadro che UNAR dipinge nella terza puntata è ispirato a La Danza di Henri Matisse. Il privilegiato danza in cima, senza alcuna cura, pura gioia, dimenticando che la collina è costruita dai non privilegiati.
- L'opera che sta utilizzando Namo per il graffito nella terza puntata è dell'artista KNN.5 e il significato è che "il nostro aspetto umano è solo un guscio, ma l'essenza della nostra anima è l'uovo che c'è dentro".[9]
- Nella seconda puntata, la prima domanda del test di White fa riferimento alla morte di George Floyd nel Minnesota e le conseguenti proteste del Black Lives Matter.[10]
- La domanda che viene posta a White durante il colloquio di lavoro fa riferimento a una reale problematica legata alla Thailandia e alla possibilità di essere tolta dai siti del patrimonio mondiale UNESCO a causa di problemi legati ai diritti umani all'interno del paese.[11][12]
- I libri che si trovano nella stanza di Sean nella terza puntata sono: La storia del movimento studentesco thailandese (racchiude i periodi storici che vanno dal movimento per la democrazia del 1970 all'evento del massacro dell'Università di Thammasat nel 1976), Politica, Potere, Conoscenza dei Professori dell'Università di Thammasat e Il laburista critica la Monarchia di Sirote Klampaiboon (è la storia di Tawat Rittidech, un operaio tranviario, che si batté per il miglior benessere del lavoro e intentò una causa contro il Re Rama VII nel 1933 per diffamazione).[13]
- Il personaggio di Eugene, ballerina di arte contemporanea, è stato ispirato da B-Floor, una delle principali compagnie teatrali contemporanee in Thailandia.[14]
- L'istruttore di Eugene nella quarta puntata è Nutthapong Srimuong, in arte Liberate The People. Fa parte del gruppo "Rap Against Dictatorship" (rap contro la dittatura). La canzone nella scena di ballo è ถึง ผู้มีส่วนเกี่ยวข้อง di Liberate P ft The Boys Village.[15][16]
- Tutte le scene di protesta vedono la partecipazione di veri attivisti thailandesi al posto di attori.[17][18]
- Il QR code che si vede durante la protesta nella settima puntata porta a una petizione per sostenere il matrimonio egualitario nel paese.[19]
- La scena sotto la bandiera arcobaleno non era originariamente nella sceneggiatura.[20][21] È stata aggiunta tre giorni prima di essere girata, in seguito della decisione della Corte costituzionale thailandese che, il 10 novembre 2021, ha definito costituzionale la sezione 1448 del codice civile e commerciale che definisce i matrimoni come solo tra uomini e donne.[22][23] La bandiera utilizzata per la scena è la stessa che hanno usato in una vera protesta Pride in Thailandia.
- La scena di salvataggio nella quattordicesima puntata è stata ispirata da un reale caso di sparizione forzata poi sventato.[24]
- Il dipinto di Dan realizzato da Yok è stato creato dall'artista Oat Montien, che interpreta anche il suo professore di arte all'università, ed è ispirato a "L'angelo caduto" (1868) di Alexandre Cabanel. L'opera finale è pastello su carta, 84x118cm.[25]